# Hydraecia immaculata
Hydraecia immaculata är en fjärilsart som beskrevs av Hoffmeyer 1958. Hydraecia immaculata ingår i släktet Hydraecia och familjen nattflyn. Inga underarter finns listade i Catalogue of Life.